# Eastern Nazarene College
Eastern Nazarene College (ENC) es una universidad privada de los artes liberales en la ciudad Quincy, Massachusetts, cerca de Boston al S, al N de Cape Cod, y 0,4 kilómetros al O del océano Atlántico. Los miembros de la facultad son Cristianos. Eastern Nazarene a universidad ha sido un miembro del Council for Christian Colleges and Universities (CCCU) desde 1982 y de la National Association of Independent Colleges and Universities (NAICU). El campus, es situado 2,5 km al S de Boston y menos de un kilómetro al E del Metro de Boston (Wollaston, de la línea roja). Es también menos que mitad del kilómetro de Wollaston Beach, la playa más larga del área de Boston (3,8 km).

## La historia
La Asociación de Iglesias Pentecostales de América fundó un instituto colegial en el año 1900 en Saratoga Springs, Nueva York. El instituto fue nombrado "Pentecostal Collegiate Institute (PCI) and Biblical Seminary". La Asociación fue una asociación de iglesias seperadas de las metodistas porque la asociación de las iglesias quiso ayudar a los pobres de las ciudades de América. Hoy, la Asociación se llama Iglesia del nazareno. El instituto fue nombrado "Pentecostal Collegiate Institute (PCI) and Biblical Seminary".
En el año 1902, el instituto fue movido a North Scituate, Rhode Island, un pueblo al O de Providence

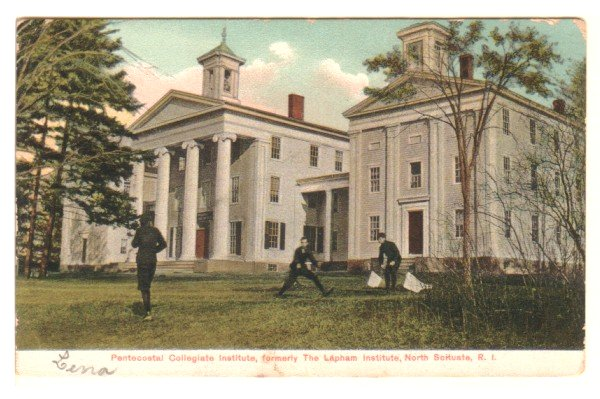
Pentecostal Collegiate Institute, Rhode Island (1905).

Fred A. Hillery decidía entre New Haven, Connecticut y compró un campus nuevo en Rhode Island por la Asociación y pagó US$ 4500.
En el año 1906, la Asociación empezó a combinar con la Iglesia del nazareno, completo en 1907. Hoy, "Pentecostal" tiena un significado muy diferente de "Nazareno". El instituto hizo una universidad, Eastern Nazarene College, en 1918 y adoptado un plan estudios de los artes liberales. La enseñanza secundaria fue mantenida como parte del plan de estudios hasta 1956. Los candidatos al nuevo nombre incluyeron: "Northeastern Nazarene College", "Bresee Memorial College", "Nazarene College of the Northeast", y "Nazarene College and Bresee Theological Institute". General Superintendent John Goodwin escribió al Fred A. Hillery: "I know you will do your best for our New England College. I should be glad if they would change the name to the Eastern Nazarene College, or something like that. It would seem we must have a school there, although it moves along hard and slow."

### Massachusetts
En el año 1919, la universidad fue movida a la ciudad de Quincy, Massachusetts, 10 km al S de Boston. El 12-acre campus (ahora 15-20) consistió en la Josiah Quincy Mansion (1848), Manchester (1896), los establos (1848), y Canterbury (1901) por US$ 50.000. De la mansión, uno podía ver claramente el océano Atlántico menos que mitad del kilómetro lejos.
La universidad ganó la energía de conceder grados del estado de Massachusetts en el año 1930, y ensamblado la "New England Association of Schools and Colleges" (la más vieja agencia de acreditación regional de los Estados Unidos) en el año 1943.
En los años 1990, la universidad compró tierra en Old Colony Avenue en Quincy y los renovó del espacio de la sala de clase y de oficina. El campus se llama el Old Colony Campus. Contiene el Adams Executive Center, el James R. Cameron Center for History, Law, & Government, y el Cecil R. Paul Center for Business.

### Presidentes (1900-1902, 1918-presente)
| - Lyman C. Pettit (1900-1902) - J. E. L. Moore (1918-1919) - Fred J. Shields (1919-1923) - Floyd W. Nease (1923-1930) - R. Wayne Gardner (1930-1936) - Gideon B. Williamson (1936-1944) - Samuel Young (1944-1948) - Edward S. Mann (1948-1970) | - Leslie L. Parrott (1970-1975) - Donald Irwin (1975-1980) - Stephen W. Nease (1980-1989) - Cecil R. Paul (1989-1992) - Kent R. Hill (1992-2001) - Albert Truesdale (2001-2002 interim) - J. David McClung (2002-2005) - Corlis McGee (2005-presente) |

### Directores (1900-1918)
| - William F. Albrecht (1900-1901) - Lyman C. Pettit (1901-1902) - William F. Albrecht (1902-1904) - D. C. Thatcher (1904 Fall Term) - W. H. Daniels (1905 interim) - Walter C. Kinsey (1905-1906) | - Ernest E. Angell (1906-1913) - Martha Curry (1913-1914 interim) - Joseph C. Bearse (1914-1916) - A. R. Archibald (1916-1917) - J. E. L. Moore (1917-1918) |

## Académica
La proximidad a Boston y a la miríada de universidades en el área resulta en programas cooperativos con universidades más grandes de Boston. Por ejemplo, los estudiantes en el programa de la ingeniería industrial toman muchas clases en Boston University.
Eastern Nazarene College tiene una tarifa de aceptación del 94% en las facultades de medicina de las universidades posgradas y una tarifa 100% de aceptación en colegio de abogados. Eastern Nazarene se conoce para su mezcla de la fe y de otras búsquedas, de la biología al negocio.
La universidad utiliza un sistema de "4-1-4" por su curso académico: un semestre cuatrimestral en el otoño, un semestre de un mes de enero, y otro semestre cuatrimestral en la primavera.

## Actividades
Hay los ministerios tales como "Open Hand, Open Heart", que ministra a los desamparados de Boston y proporciona el alimento, la ropa, y las mantas. Hay cuatro coros, incluso uno a cappella. La universidad también tiene una organización del teatro.

### Deportes
Deportes en la "Commonwealth Coast Conference" (CCC), y "Eastern College Athletic Conference" (ECAC) incluyen béisbol, baloncesto, atletismo, fútbol, tenis, sófbol, y voleibol.